# 赋格
賦格是複音音樂的一種固定的創作形式，它不是一種曲式。
赋格的主要特点是相互模仿的声部以不同的音高，在不同的時間相继进入，按照對位法组織在一起。

## 历史
賦格（英語：fugue）一詞的來源有多種說法，一般認為是來自於拉丁語，原意是“追逐”和“飛翔”。赋格建立在模仿的對位基礎上，從16世紀的經文歌和器樂里切爾卡中演變而成，一直到17世纪巴赫时代才达到顶峰。

## 樂曲結構
賦格的主要結構是首先在一個聲部上出現一個主題片段（Subject），然後在其他的聲部上模仿這個片段（Subject），這時演奏主題的聲部演奏與新的聲部相對應的樂句，形成各個聲部相互問答追逐的效果。
賦格通常沒有引子。賦格一般分為三個部分：呈示部，中間部（Modulatory Section）和再現部。各個聲部在呈現部中用主調和屬調將主題一一呈現一遍，然後各自展開成為不同的插部，最後在再現部裡回到原來的主題上。
在賦格開始的地方，第一個聲部進入時出現的短的旋律或樂句稱為賦格主題，賦格主題不同於奏鳴曲式以及其他曲式的主題，賦格主題是短小的一句旋律，僅僅具有簡單的線條，而不是像其他的主題那樣可以有完整的和聲。
第二個聲部通常在高一個五度或者低一個四度的地方進入，即在屬調上重復主題，稱為答題（Answer）；同時剛才的第一個聲部演奏對位的旋律性伴奏聲部，稱為對題，對題也可以不出現，而僅有相對簡單的伴奏。答題若完全相同地模仿主題，稱為純正答題（Real Answer）；若否，則稱為守調答題（Tonal Answer）。對題在賦格曲的進行中再次出現時保持不變者稱為固定對題，伴隨主題或答題的旋律經常改變者稱為自由對題。
第三個聲部進入，通常回到主調，即比第一個聲部高或低八度，同時第二個聲部繼續演奏對題，第一個聲部則相對自由。
主題，對題如此在主調和屬調上循環。
下面是一首典型的四聲部賦格的聲部由高到低的圖示：
```
                                                           高音
      答題 - 對題 - 自由的素材   (聲部II)    \                
                                            相差五度          
主題 - 對題 - 自由的素材 (聲部I)             /  

                  答題 -對題 (聲部IV)       \                
                                            相差八度         
         主題 - 對題  (聲部III)             /               
                                                           低音
```

待所有的聲部呈示完畢之後，賦格的呈示部結束。
賦格曲的發展手法主要是主題進入的呈示部分和由其他素材構成的插句交替出現。
除了上述的觀點，賦格的結構也可以看作類似於類似於奏鳴曲式，有前後兩次呈示主題的呈示部和再現部，其間有發展，但是不同的是，賦格的發展比較短，一般僅僅為插句和主題的自由進入。插句是從主題發展出的其他的旋律，作為連接性的過渡，而賦格的再現部與呈示部使用相同的主題和對題，但是形成對位的手法經常有著很大的區別，這使得賦格的再現部分往往成為情感的高潮所在。
賦格當中也經常出現多個插句（Episode，也叫做間插段），每一次出現插句都引出主題的再一次相繼進入（有時稱為中間部），可能在不同的調上，不同的方式，這樣的賦格就難以歸入類似奏鳴曲的三段體，而應視為是前述的主題進入的呈示部分和由其他素材構成的插句交替出現。中間部開始時主題常在主調的關係調上進入，以與呈示部中的主題形成調式色彩的對比，其後可轉入其他近系調。
賦格主題進入的形式可以比較自由，使用擴大、縮小、倒影、裂解等手法，主題也可以不完全地進入，作小的改動等等。而插句則起到連接的作用，保證和促進賦格的連貫流暢，插句的選擇和主題進入的方式，都是衡量賦格的重要標準。
賦格的主題再現有時使用叫做密接合應（Stretto）的技巧，就是每一個聲部進入的時候並不等待前一個聲部完全結束，而出現同一個主題在多個聲部上以一定的時間和音高差距疊置的現象，好像主題被自身從中間切入，這裡由於大大增加的緊張感，往往就是賦格的高潮。
以下簡單整理：
- 呈示部：是賦格曲的開始部分，有一個主題和一個對應的答題，互相對題伴隨著依次在各聲部進行陳述；
- 間插段：在主題展開以前插入的部分段落；
- 中間部：對呈示部的主題以各種變形方式展開，進一步地豐富所要表達的內容；
- 再現部和尾聲：結束部分。

## 分类
赋格通常按照声部的数目命名，两个声部的就称为二声部赋格，三个的称为三声部赋格，五个的就是五声部赋格。赋格具体的声部数量不定，少的只有两个声部，多的可以有七，八个甚至更多，一般情况下赋格有三个或四个声部。
另一种常见的分类是主题的数目，单一主题的就称为单赋格或單主題赋格。有两个主题的称为雙主題赋格，可以两个主题作为赋格的主题和对题同时进入，也可以两个主题分别呈示和发展，然后在再现的时候同时出现形成对位。依此类推，三个主题的赋格就称为三主題赋格，如此等等。但实际上，四主題赋格已经非常罕见了。
根据所使用的对位技法不同，还可以分为严格赋格曲和自由赋格曲。
赋格可以单独成曲，即赋格曲，也可以作为套曲的段落出现，还可以和前奏曲 (包括前奏曲，展技曲，帕萨卡牙等等) 一起，组成前奏曲与赋格的形式。
在大型乐曲当中，常常有赋格段出现，即有着赋格呈示部同样的主题在各个声部上不同音高和时间的相继的进入，但是不一定有插句和完整的发展和再现。赋格段常常作为主调音乐中奏鸣曲式的发展部，对奏鸣曲的主部和副部主题加以赋格手法的发展，而在赋格段的结尾回到原乐曲的主调风格。
另外有小賦格(fughetta)，指那些發展較少，主題重複進入比較簡單的賦格。